# 鳳梨可樂達
鳳梨可樂達（西班牙語： 發音：[ˈpiɲa koˈlaða]）又稱椰林飄香，是一款甜雞尾酒，一般由蘭姆酒、椰漿和鳳梨汁混合攪拌或者加冰塊搖晃調製，通常裝飾鳳梨角、馬拉斯奇諾櫻桃或二者兼具。該飲品有兩種配方，一般認為均起源於波多黎各。

## 詞源
Piña colada 這個名字在西班牙語字面意思是“過濾的鳳梨”， 指的是該飲品製備中所用到的現打、過濾後的鳳梨汁。

## 歷史

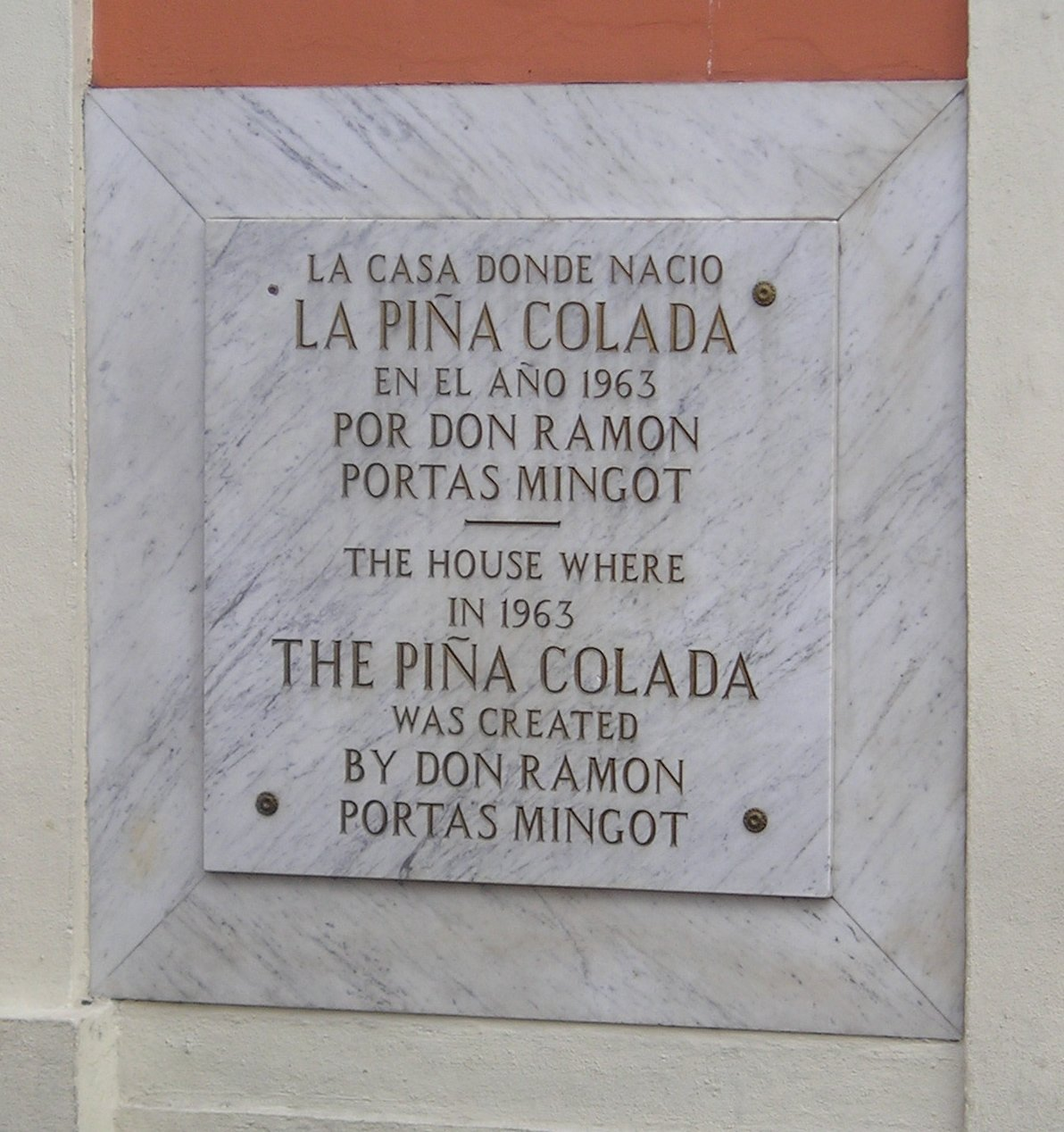
雷蒙·波塔斯·明戈（Portas Mingot）可能為鳳梨可樂達的發明者。

有關鳳梨可樂達的記載最早可追溯到19世紀，當時的波多黎各海盜羅貝托·科佛雷斯（Roberto Cofresí）為了振奮船員的士氣，給他們準備了一種由椰子、鳳梨與白蘭姆酒混合而成的雞尾酒飲料，  即為後來有名的鳳梨可樂達。 1825年，科佛雷斯去世，鳳梨可樂達的配方隨之失傳。 然而，歷史學家哈德．雷查（西班牙語：Haydée Reichard）認為這個故事存疑。 
1950年，《纽约时报》報導：「西印度群島的飲品種類繁多，從馬丁尼克島著名的蘭姆潘趣酒到古巴的鳳梨可樂達（蘭姆酒、鳳梨和椰漿），一應俱全。」 
波多黎各加勒比希爾頓酒店聲稱，鳳梨可樂達為1954年在該酒店擔任調酒師的雷蒙·「蒙奇托」·馬勒羅（西班牙文：Ramón "Monchito" Marrero）所發明。根據該酒店的說法，馬勒羅敲定了鳳梨可樂達的配方，認為這種配方抓住了波多黎各的本質和精髓。  2004年，時任波多黎各總督西拉·卡爾德龍 （ 西班牙文：Sila M. Calderón）為該酒店頒獎，慶祝鳳梨可樂達誕生50週年。  
波多黎各一家名為「巴拉奇納」（西班牙語：Barrachina）的餐廳則聲稱：「1963年，傳統西班牙調酒師唐·雷蒙·波塔斯·明戈（西班牙語：Ramon Portas Mingot）發明了享譽世界的飲品：鳳梨可樂達。」  
1978年，波多黎各宣布該款雞尾酒為其國飲。  
以前人們還會在鳳梨可樂達中加入幾滴新鮮朗姆或苦精 。     

## 流行文化
美國將每年的7月10日定為「全國鳳梨可樂達日」。 
1979年，鲁珀·福爾摩斯（Rupert Holmes）發行了一首名為《逃脫（鳳梨可樂達之歌）》（Escape (The Piña Colada Song)）的歌曲，使得这款雞尾酒在全世界聲名大噪 。  
類似地，爵士樂和柔音號演奏家楚克·曼喬內（Chuck Mangione）在其1979年的專輯《樂趣與遊戲》（Fun and Games）中發行了一首名為《鳳梨可樂達》的曲子。 
這款雞尾酒的名字還成為了加斯·布魯克斯歌曲《兩杯雞尾酒》（Two Piña Coladas）標題的一部分。
2016年，香港TVB製作劇集《三個女人一個「因」》，黃智雯所飾演的女主角擁有多重人格，其中一個較為狂野的次人格正名為Pina Colada。

## 調製

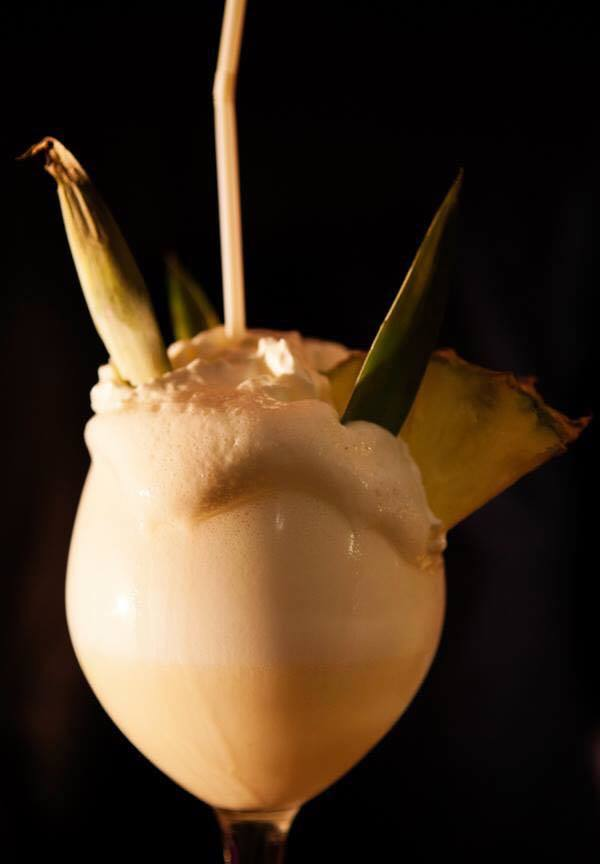
鳳梨可樂達

何塞·L·迪亞德·維勒加斯（西班牙文：José L. Díazde Villegas）在書中記載，據蒙奇托的朋友描述，蒙奇托發明的鳳梨可樂達原始配方為：將85克椰漿、170克鳳梨汁和43克白蘭姆酒倒入攪拌器或調酒器中，加入碎冰充分攪拌或搖晃，直到酒體均勻順滑，然後倒入冰鎮的玻璃杯中，並用鳳梨角和/或馬拉斯奇諾櫻桃作裝飾。長飲。 
除此之外，鳳梨可樂達還有很多種配方。 國際調酒師協會指定的配方如下： 
原料：
- （一份） 3 cl（1.0 US fl oz） 白蘭姆酒
- （一份） 3 cl（1.0 US fl oz）         椰漿
- （三份） 9 cl（3.0 US fl oz） 鳳梨汁

調製方法：
將以上原料與碎冰在攪拌器中混合攪拌直至均匀，倒入冰鎮玻璃杯中，放上裝飾即可享用。 亦可將這三種主要原料直接倒入帶有冰塊的雞尾酒杯中。 
流行於波多黎各聖胡安的配方為： 
原料：
- 1 US fl oz（3.0 cl） 鮮奶油
- 6 US fl oz（18 cl） 鮮榨鳳梨汁
- 1 US fl oz（3.0 cl） 椰漿
- 2 US fl oz（5.9 cl） 蘭姆酒 (任何風味均可)
- 4 US fl oz（12 cl） (1/2杯) 碎冰

調製方法：
將椰漿、鳳梨汁、鮮奶油和蘭姆酒倒入攪拌器中，加入碎冰攪拌15秒，再倒入最好為容量12盎司的容器中，最後用櫻桃和新鮮鳳梨作裝飾。 

### 變種
在各種類型的鳳梨可樂達中，關鍵原料可能會有不同的比例，亦可使用不同品類的蘭姆酒進行調製。同時，市面上還提供冰凍的鳳梨可樂達。 鳳梨可樂達的其他變種還包括： 
- 阿瑪雷托可樂達（Amaretto colada）– 用阿瑪雷托酒替代蘭姆酒 [17]
- 奇奇（Chi Chi）–用伏特加替代蘭姆酒
- 熔岩流（Lava Flow）– 草莓風味的德貴麗酒與鳳梨可樂達混合製成[18]
- 維珍鳳梨可樂達（Virgin piña colada）或者叫皮尼塔可樂達（piñita colada） – 不添加蘭姆酒，因此為無酒精飲料
- 奇異果可樂達（Kiwi colada） – 用奇異果 （水果與糖漿）代替鳳梨汁
- 蘇打可樂達（Soda colada）– 與原始配方相似，但用蘇打水代替椰汁
- 卡魯哇可樂達（Kahlua colada） – 用卡魯哇（Kahlua，一種咖啡利口酒）代替蘭姆酒。
- 蘇格蘭人可樂達（Scotsman colada） –用蘇格蘭威士忌代替蘭姆酒。 [19]
- 史泰登島渡輪（英文：Staten Island Ferry）是一款由等份的馬利寶酒（風味蘭姆酒）和鳳梨汁加冰塊調製而成的雞尾酒，風味類似鳳梨可樂達（馬利寶蘭姆酒本身帶有椰子風味）。這款雞尾酒不需要椰漿，因此當酒吧缺少調製鳳梨可樂達必需的特殊原料和攪拌器時，調製這款雞尾酒更為簡單。
- 馴鹿盧（Caribou Lou） - 1盎司馬利寶藍姆酒、1.5盎司百加得151蘭姆酒和5盎司鳳梨汁。 風味相當刺激。
- 藍色夏威夷人與鳳梨可樂達最大的不同在於其含有庫拉索酒 。